# Gretz-Armainvilliers
Gretz-Armainvilliers is een gemeente in het Franse departement Seine-et-Marne (regio Île-de-France) en telt 7781 inwoners (2004). De plaats maakt deel uit van het arrondissement Melun.

## Geografie
De oppervlakte van Gretz-Armainvilliers bedraagt 13,5 km², de bevolkingsdichtheid is 576,4 inwoners per km².
De onderstaande kaart toont de ligging van Gretz-Armainvilliers met de belangrijkste infrastructuur en aangrenzende gemeenten.

## Demografie
Onderstaande figuur toont het verloop van het inwonertal (bron: INSEE-tellingen).

## Geboren in Gretz-Armainvilliers
- Maurice Papon (1910-2007), politicus, politiefunctionaris en dader van misdaden tegen de menselijkheid tijdens de Tweede Wereldoorlog